# François-Ferdinand Tagliabue
François-Ferdinand Tagliabue (Coincy, 29 novembre 1822 – Pechino, 13 marzo 1890) è stato un missionario e vescovo cattolico francese.

## Biografia
Ordinato prete a Soissons il 17 giugno 1848, il 24 settembre 1852 fu ammesso nel seminario interno dei lazzaristi di Parigi.
Fu destinato alle missioni in Cina prima di completare i due anni di noviziato e il 17 giugno 1854 giunse in Oriente. Completato il seminario interno, emise i voti il 27 settembre 1854.
La sua prima residenza fu Ningbo; nel 1860 fu nominato pro-vicario apostolico della Mongolia.
Il 25 settembre 1868 fu eletto vescovo titolare di Pompeopoli e coadiutore del vicario apostolico del Kiam-Si; fu trasferito nel Ce-Li meridio-occidentale come vicario apostolico il 22 giugno 1869, prima ancora di ricevere la consacrazione episcopale (11 dicembre 1870).
Nel Ce-Li meridio-occidentale fondò la congregazione indigena delle giuseppine.
Fu trasferito come vicario apostolico del Ce-Li settentrionale, con sede a Pechino, il 5 agosto 1884.

## Genealogia episcopale e successione apostolica
La genealogia episcopale è:
- Cardinale Scipione Rebiba
- Cardinale Giulio Antonio Santori
- Cardinale Girolamo Bernerio, O.P.
- Arcivescovo Galeazzo Sanvitale
- Cardinale Ludovico Ludovisi
- Cardinale Luigi Caetani
- Cardinale Ulderico Carpegna
- Cardinale Paluzzo Paluzzi Altieri degli Albertoni
- Papa Benedetto XIII
- Papa Benedetto XIV
- Papa Clemente XIII
- Cardinale Giovanni Francesco Albani
- Papa Pio VI
- Cardinale Carlo Bellisomi
- Vescovo Marcelino José Da Silva
- Vescovo Roque José Carpegna Díaz, O.P.
- Vescovo François-Alexis Rameaux, C.M.
- Vescovo Bernard-Vincent Laribe, C.M.
- Vescovo Jean-Henri Baldus, C.M.
- Vescovo Louis-Gabriel Delaplace, C.M.
- Vescovo François-Ferdinand Tagliabue, C.M.

La successione apostolica è:
- Vescovo Gregorio Maria Grassi, O.F.M. Obs. (1876)
- Vescovo Jean-Baptiste-Hippolyte Sarthou, C.M. (1885)
- Vescovo Joseph-André Boyer, M.E.P. (1886)
- Vescovo Jules-Auguste Coqset, C.M. (1887)
- Vescovo Louis-Hippolyte-Aristide Raguit, M.E.P. (1888)
- Vescovo Pietro Paolo de Marchi, O.F.M. Obs. (1889)